# Eumecosoma hirsutum
Eumecosoma hirsutum là một loài ruồi trong họ Asilidae. Eumecosoma hirsutum được Hermann miêu tả năm 1912. Loài này phân bố ở vùng Tân nhiệt đới.